# Кратеропа ангольська

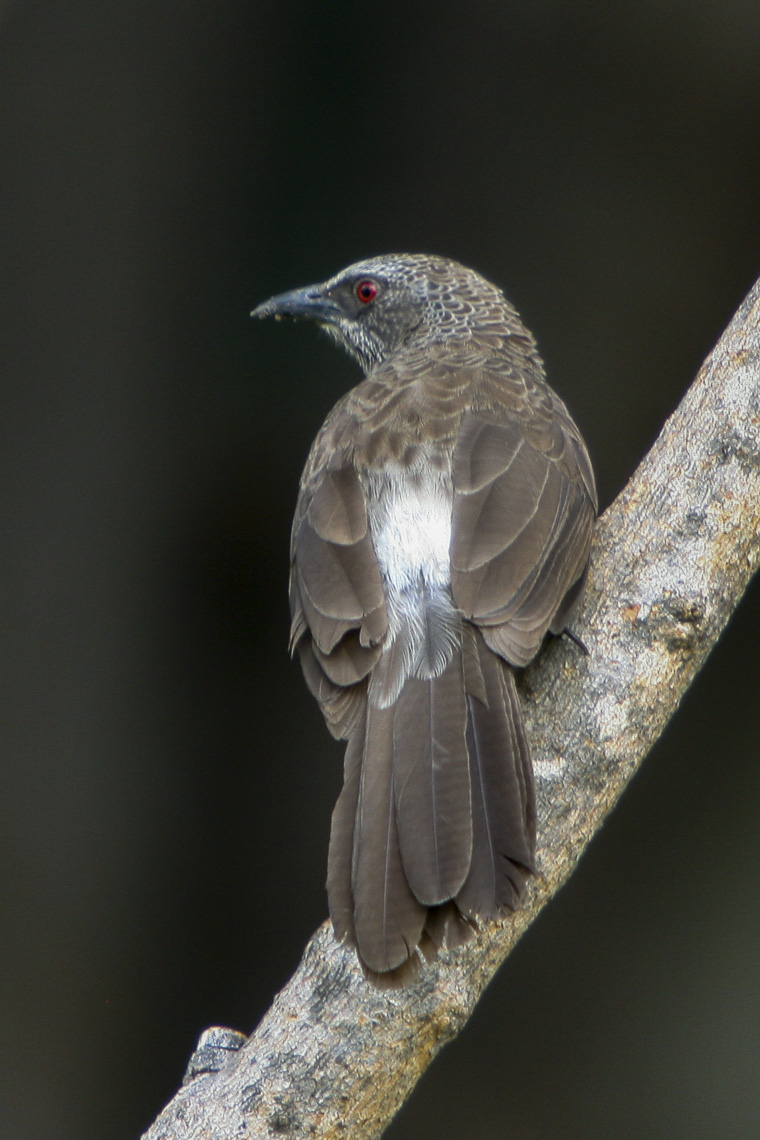
Ангольська кратеропа (Окаванго, Намібія)

Кратеро́па ангольська (Turdoides hartlaubii) — вид горобцеподібних птахів родини Leiothrichidae. Мешкає в Центральній Африці. Вид названий на честь німецького орнітолога Карла Хартлауба.

## Підвиди
Виділяють два підвиди:
- T. h. hartlaubii (Barboza du Bocage, 1868) — від сходу ДР Конго і Руанди до центральної Анголи і північно-східної Намібії;
- T. h. griseosquamata Clancey, 1974 — від заходу центральної Замбії до північної Ботсвани і західного Зімбабве.

## Поширення і екологія
Ангольські кратеропи живуть у вологих тропічних лісах і чагарникових заростях, в саванах, садах і на болотах. Зустрічаються на висоті до 2150 м над рівнем моря.